# Élections législatives de 2019 aux îles Féroé
Les élections législatives de 2019 aux îles Féroé se tiennent le 31 août 2019 afin d'élire les 33 membres du Løgting pour un nouveau mandat de quatre ans.
Le scrutin donne lieu à une alternance. La coalition de gouvernement sortante, menée par le Parti social-démocrate et allant de la gauche au centre-droit, recule de deux sièges et perd ainsi sa très courte majorité absolue. Les Partis de l'Union, du Peuple et du Centre forment un gouvernement de coalition avec Bárður á Steig Nielsen pour Premier ministre.

## Contexte
Lors des élections législatives de 2015, le Parti social-démocrate arrive largement en tête du scrutin avec 25 % des suffrages, tandis que le parti indépendantiste République effectue une remontée à la deuxième place. La coalition sortante est, quant à elle, défaite. Aksel V. Johannesen, le leader social-démocrate, réussit à former un gouvernement paritaire avec les partis République et Progrès, qui dispose d'une majorité de 17 sièges.

## Système électoral
Le Løgting est le parlement monocaméral des Îles Féroé, pays constitutif du royaume de Danemark. Il comprend 33 sièges pourvus pour quatre ans au scrutin proportionnel plurinominal de liste dans une circonscription électorale unique. Après décompte des voix, les sièges sont répartis selon la méthode d'Hondt à tous les partis ayant franchi le seuil électoral de 3 % des suffrages exprimés,.

## Partis en présence
| Parti | Parti                                                                   | Idéologie     | Idéologie                              | Chef de file                                      | Résultats en 2015         |
| ----- | ----------------------------------------------------------------------- | ------------- | -------------------------------------- | ------------------------------------------------- | ------------------------- |
|       | Parti social-démocrate (C) Javnaðarflokkurin                            | Centre gauche | Unionisme, social-démocratie           | Aksel V. Johannesen (Premier ministre)            | 8 députés 25,1 % des voix |
|       | République (E) Tjóðveldi                                                | Centre gauche | Indépendantisme, social-démocratie     | Høgni Hoydal (Ministre des Pêches)                | 7 députés 20,8 % des voix |
|       | Parti du peuple (A) Fólkaflokkurin                                      | Centre droit  | Indépendantisme, libéral-conservatisme | Jørgen Niclasen (Député)                          | 6 députés 18,9 % des voix |
|       | Parti de l'union (B) Sambandsflokkurin                                  | Centre droit  | Unionisme, libéralisme                 | Bárður á Steig Nielsen                            | 6 députés 18,8 % des voix |
|       | Progrès (F) Framsókn                                                    | Centre        | Indépendantisme, social-libéralisme    | Poul Michelsen (Ministre des Affaires étrangères) | 2 députés 7,0 % des voix  |
|       | Parti du centre (H) Miðflokkurin                                        | Centre droit  | Régionalisme, démocratie chrétienne    | Jenis av Rana (Député)                            | 2 députés 5,7 % des voix  |
|       | Autogouvernement (D) Sjálvstýri                                         | Centre        | Indépendantisme, social-libéralisme    | Jógvan Skorheim (Député)                          | 2 députés 4,0 % des voix  |
|       | Campagne pour le cannabis (K) Framtakið fyri rættinum at velja kannabis |               | Légalisation du cannabis médicinal     | Arnfinn á Birtuni                                 | Nouveau                   |
|       | Parti féroïen (L) Føroyaflokkurin                                       |               | Régionalisme, libéralisme              | Hjalmar Zachariassen                              | Nouveau                   |

## Sondages
| Date            | Institut | C    | E    | A    | B    | F   | H   | D   |
| --------------- | -------- | ---- | ---- | ---- | ---- | --- | --- | --- |
| Date            | Institut |      |      |      |      |     |     |     |
| 12-16 août 2019 | Gallup   | 21,2 | 18,2 | 24,1 | 20,1 | 7,0 | 5,0 | 3,5 |
| 12-16 août 2019 | Gallup   | 7    | 6    | 8    | 7    | 2   | 2   | 1   |

## Résultats
|                          |                               |        |       |      |        |               |  |  |  |  |  |  |  |  |
| Parti                    | Parti                         | Voix   | %     | +/-  | Sièges | +/-           |  |  |  |  |  |  |  |  |
|                          | Parti du peuple (A)           | 8 290  | 24,54 | 5,62 | 8      | 2             |  |  |  |  |  |  |  |  |
|                          | Parti social-démocrate (C)    | 7 480  | 22,14 | 2,95 | 7      | 1             |  |  |  |  |  |  |  |  |
|                          | Parti de l'union (B)          | 6 874  | 20,35 | 1,61 | 7      | 1             |  |  |  |  |  |  |  |  |
|                          | République (E)                | 6 127  | 18,14 | 2,60 | 6      | 1             |  |  |  |  |  |  |  |  |
|                          | Parti du centre (H)           | 1 815  | 5,37  | 0,15 | 2      | en stagnation |  |  |  |  |  |  |  |  |
|                          | Progrès (F)                   | 1 559  | 4,61  | 2,34 | 2      | en stagnation |  |  |  |  |  |  |  |  |
|                          | Autogouvernement (D)          | 1 157  | 3,42  | 0,63 | 1      | 1             |  |  |  |  |  |  |  |  |
|                          | Campagne pour le cannabis (K) | 310    | 0,92  | Nv.  | 0      | en stagnation |  |  |  |  |  |  |  |  |
|                          | Parti féroïen (L)             | 167    | 0,50  | Nv.  | 0      | en stagnation |  |  |  |  |  |  |  |  |
|                          |                               |        |       |      |        |               |  |  |  |  |  |  |  |  |
| Votes valides            | Votes valides                 | 33 779 | 99,56 |      |        |               |  |  |  |  |  |  |  |  |
| Votes blancs             | Votes blancs                  | 85     | 0,25  |      |        |               |  |  |  |  |  |  |  |  |
| Votes invalides          | Votes invalides               | 65     | 0,19  |      |        |               |  |  |  |  |  |  |  |  |
| Total                    | Total                         | 33 929 | 100   | –    | 33     | en stagnation |  |  |  |  |  |  |  |  |
| Abstention               | Abstention                    | 3 898  | 10,31 |      |        |               |  |  |  |  |  |  |  |  |
| Inscrits / participation | Inscrits / participation      | 37 827 | 89,69 |      |        |               |  |  |  |  |  |  |  |  |

## Conséquences
À la suite du scrutin, les Partis de l'union, du Peuple et du Centre forment un gouvernement de coalition. Le dirigeant du parti de l'Union, Bárður á Steig Nielsen, prend ses fonctions de nouveau premier ministre des Îles Féroé le 16 septembre. Le nouveau gouvernement annonce pour principal objectif la mise en œuvre de la réforme de la pèche, jusqu'à la reporter du fait de son impopularité. Sont également annoncés des allègements fiscaux et la construction de nouveaux logements pour faire face à la pénurie engrangée par la croissance démographique de l'archipel, ainsi que des financements avantageux pour les personnes désirant s'installer en dehors des grandes villes